# Protarache
Protarache is een geslacht van vlinders van de familie spinneruilen (Erebidae).

## Soorten
- P. annulata Wileman & West, 1929
- P. eulepidea Hampson, 1896
- P. fuscibasis Gaede, 1916
- P. melaphora Hampson, 1910
- P. polygrapha Berio, 1950